# Goralenvolk

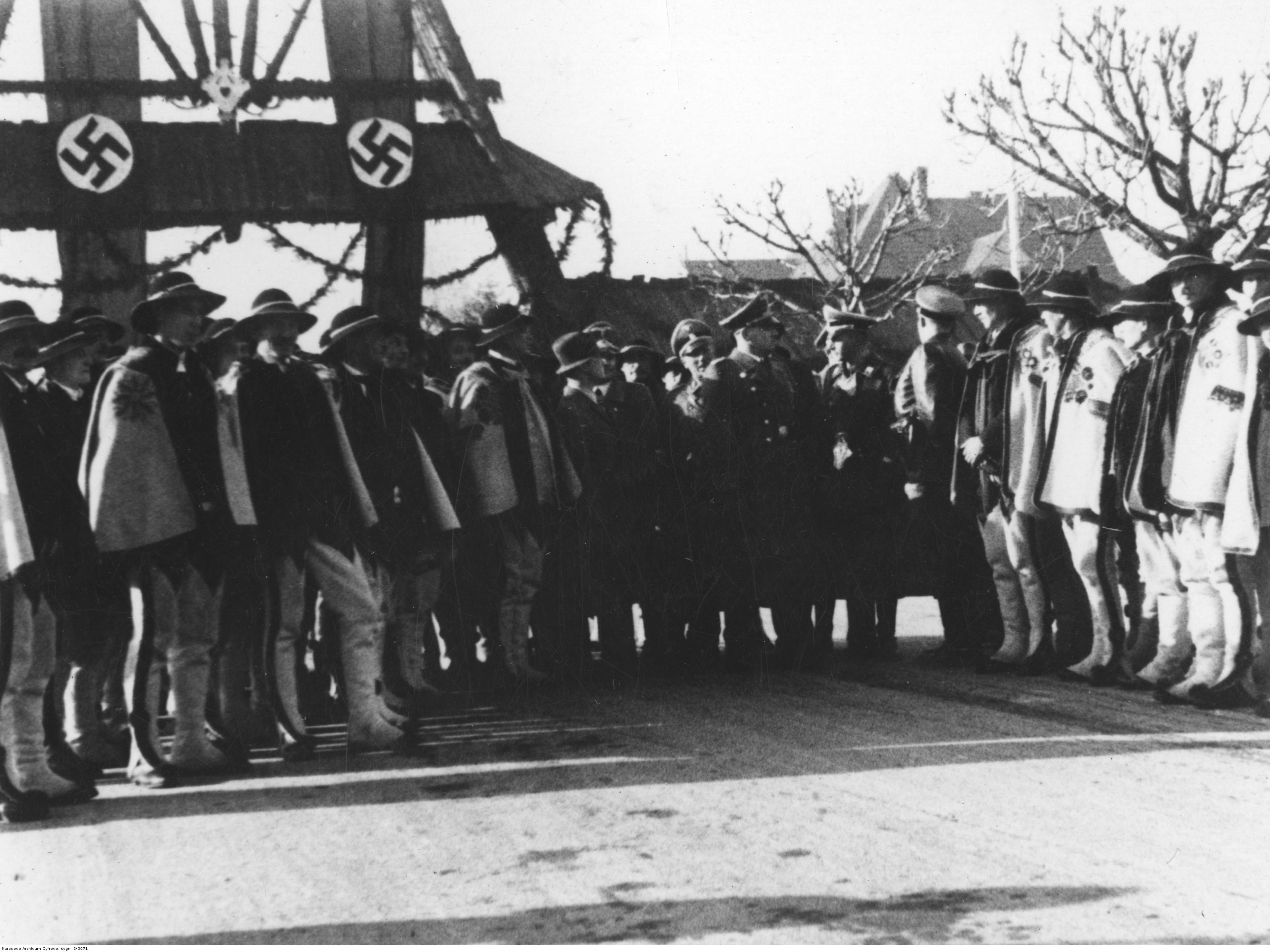
Reunión del gobernador Hans Frank en Zakopane con los líderes de su Goralenvolk en noviembre de 1939.

Goralenvolk fue un término geopolítico inventado por los nazis en la Segunda Guerra Mundial en referencia a la población montañesa de goralíes de la región de Podhale en el sur de Polonia, cerca de la frontera eslovaca. Los alemanes postularon una nacionalidad separada para las personas de esa región en un esfuerzo por extraerlos de la ciudadanía polaca durante su ocupación de las tierras altas de Polonia. El término Goralenvolk era un neologismo derivado de la palabra polaca Górale (montañeses) que comúnmente se refería a las personas que viven en las montañas. Para intentar que los goralíes colaborasen con las SS, los nazis proclamaron que este grupo era parte de la Gran Raza Germánica y que merecían un trato separado de los polacos.

## Origen
La ideología nazi afirmaba que los goralíes (Górale) descendían de alemanes étnicos que supuestamente se establecieron en esa región durante la época medieval en cantidades significativas. Los ideólogos nazis los consideraban parte de la "Gran raza germánica". El concepto de que los goralíes eran de ascendencia alemana no se originó con los nazis mismos. Por ejemplo, la entrada Meyers Konversationslexikon de 1885 bajo Goralen declaró que los alemanes (también) vivieron en esa área en el siglo XI pero fueron eslavizados.

## Ocupación alemana

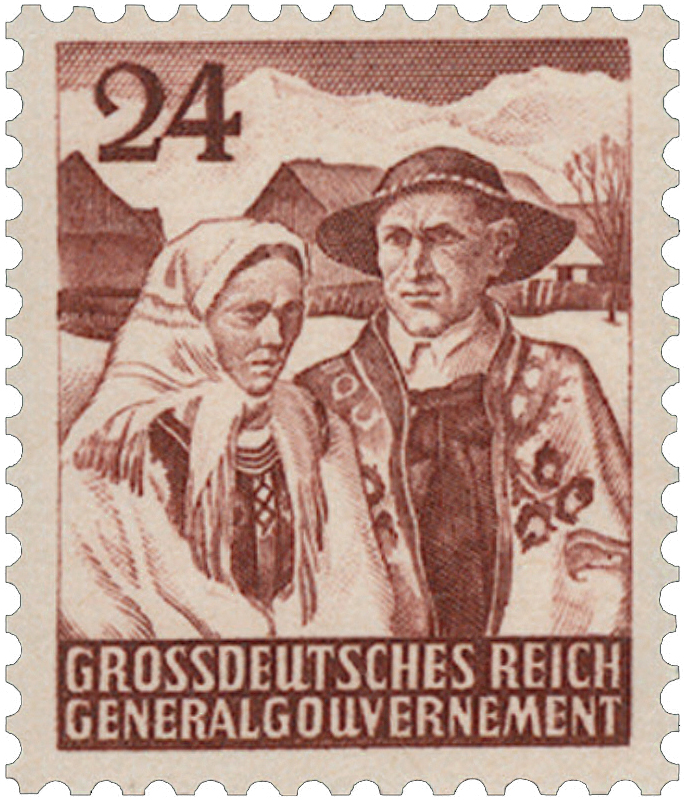
Pareja campesina goralíes representada en un sello del Gobierno General impreso en 1944.

La región habitada por Górale (condado polaco de Nowy Targ antes de la guerra en Podhale) fue anexionada por Alemania inmediatamente después de la invasión de Polonia en 1939. Más tarde, las autoridades alemanas intentaron asimilar a la población en el Volksdeutsche y alentar su colaboración con las fuerzas de ocupación. Pronto, un pequeño grupo de colaboradores locales se reunió bajo el liderazgo del Reichsdeutscher Witalis Wieder, con Wacław Krzeptowski, un autoproclamado Goralenführer, y sus primos Stefan y Andrzej Krzeptowski, así como el sospechoso espía alemán Henryk Szatkowski y Józef Cukier de Zakpafnek. Durante una visita del gobernador general nazi Hans Frank a Podhale el 7 de noviembre de 1939, propusieron establecer un estado separado para el Goralenvolk. La mayoría huyó a Alemania al final de la guerra, excepto el propio Krzeptowski, que decidió esconderse en las montañas (en na Stołach) en una cabaña aislada. Fue detenido por la unidad polaca del Armia Krajowa bajo el mando del teniente Tadeusz Studziński, acusado de alta traición y ahorcado el 20 de enero de 1945.
La implementación de la acción Goralenvolk dirigida a la germanización de los montañeses polacos fue activamente rechazada por la clandestina Confederación Tatra, una organización de resistencia polaca fundada en mayo de 1941 en Nowy Targ (la capital histórica de Podhale), por el poeta y partidario Augustyn Suski con Tadeusz Popek (Wacław Tatar) como su suplente y Jadwiga Apostoł como su secretaria administrativa. Suski murió en el campo de concentración de Auschwitz. Popek fue torturado y ejecutado en Zakopane. Un censo alemán realizado en 1940 mostró que el 72% de la población local Goralenvolk se identificó como polaca en lugar de alemana. Este resultado fue una gran decepción para la administración nazi.

### Intento fallido de reclutamiento
En enero de 1943, las SS Germanische Leitstelle en la Zakopane ocupada en el corazón de las montañas Tatra se embarcó en una campaña de reclutamiento, con el objetivo de crear una nueva división montañesa para las Waffen-SS. Unos 200 jóvenes Goralenvolk se inscribieron después de haber recibido suministros ilimitados de bebidas alcohólicas. Abordaron un tren a Trawniki, pero se bajaron del tren en la cercana Maków Podhalański, cuando se habían vuelto sobrios. Solo doce hombres llegaron a la base de entrenamiento de las SS en Trawniki al lado de Lublin. En la primera oportunidad se metieron en una gran pelea con los ucranianos, causando estragos. Fueron arrestados y enviados lejos. Toda la idea fue abandonada como imposible por SS-Obergruppenführer Krüger en la Cracovia ocupada por una carta oficial del 5 de abril de 1943. El fracaso inevitablemente ha contribuido a su destitución el 9 de noviembre de 1943 por el gobernador general Hans Frank. Krüger se suicidó en la Alta Austria dos años después.